# Camptoscaphiella strepens
Camptoscaphiella strepens is een spinnensoort in de taxonomische indeling van de Dwergcelspinnen (Oonopidae).
Het dier behoort tot het geslacht Camptoscaphiella. De wetenschappelijke naam van de soort werd voor het eerst geldig gepubliceerd in 1976 door Brignoli.